# Mens sana in corpore sano
Mens sana in corpore sano ist eine lateinische Redewendung. Sie bedeutet „ein gesunder Geist in einem gesunden Körper“.

## Herkunft
Die Redewendung ist ein verkürztes Zitat aus den Satiren des römischen Dichters Juvenal (1./2. Jahrhundert). Wörtlich heißt es in Satire 10, 356:
[…] orandum est ut sit mens sana in corpore sano.
„Beten sollte man darum, dass ein gesunder Geist in einem gesunden Körper sei.“
Juvenal kritisierte als Satiriker diejenigen seiner römischen Mitbürger, die sich mit törichten Gebeten und Fürbitten an die Götter wandten. Beten, meinte er, solle man allenfalls um körperliche und geistige Gesundheit. Mens sana in corpore sano ist also bei Juvenal im Zusammenhang mit dem Sinn und Inhalt von Fürbitten und Gebeten zu verstehen. Der Satz bedeutet bei Juvenal nicht, dass nur in einem gesunden Körper ein gesunder Geist stecken könne, wie etwa Platon (5./4. Jahrhundert v. Chr.) in seinem Timaios folgerte („Wer […] einer Geistesübung angestrengtes Nachdenken widmet, muß zugleich, indem er daneben auch Gymnastik treibt, der Bewegung des Körpers ihr Recht widerfahren lassen […].“)

## Varianten
Pierre de Coubertin machte sich über Sportmediziner und Pädagogen lustig, die gemäßigte Leibesübungen propagierten. Er hielt ihrem Mens sana in corpore sano sein eigenes Mens fervida in corpore lacertoso („Ein feuriger Geist in einem muskulösen Körper“) entgegen. Sein Ideal war der débrouillard (Draufgänger), der Widerstände überwindet und im Sport (wie in der Public School) auf ein Leben als Führungskraft vorbereitet wird.
Die Anfangsbuchstaben der Worte der leicht abgewandelten Wendung anima sana in corpore sano (anima „Seele“) bilden das Akronym des Sportartikelherstellers ASICS.